# Xcho
Xcho, pseudonimo di Xačik Arayiki Downamalyan (in armeno Խաչիկ Արայիկի Դունամալյան?; in russo Хачик Араикович Дунамалян?, Chačik Araikovič Dunamaljan; Vanadzor, 9 giugno 2001), è un cantante e rapper armeno con cittadinanza russa.

## Biografia
Downamalyan è nato a Vanadzor, capoluogo di Loṙi. Si è avvicinato al mondo musicale nel 2018, facendo il proprio debutto nell'industria discografica sotto lo pseudonimo di Xcho l'anno successivo. Nell'ottobre 2020 viene pubblicato il suo album in studio d'esordio, dal titolo Cross; il disco contiene la traccia Memories, un duetto con Macan, che ha sancito la sua prima entrata nella hit parade russa della Tophit.
È salito alla ribalta con Vorony, divenuto un successo in digitale e promosso da un video diffuso nel novembre 2021. È stato in seguito presentato il suo secondo LP Immigrant (2022), anch'esso accolto commercialmente; esso, il cui titolo è un riferimento al suo trasferimento nella Federazione Russa, contiene gli estratti Ėskizy, Vera e Ty i ja. Xcho è risultato la rivelazione più popolare dell'intero anno su VK Muzyka, con oltre 400 milioni di stream.
Nel gennaio 2023 è stata messa in commercio Janvar', una ballata in duetto con Ramil'. Nel frattempo è anche andato in tournée; uno dei concerti, originariamente previsto a Riga, è stato cancellato dopo che la ministra degli esteri Baiba Braže ne ha impedito l'ingresso in territorio lettone in maniera definitiva.
Triller, un disco collaborativo con Pablo e Mr Lambo, è uscito nella prima metà del 2025. Ujdu (2025) ha segnato la sua prima entrata nella top 50 della Top Internet Hits Russia Weekly Chart.

## Discografia

### Album in studio
- 2020 – Cross
- 2022 – Immigrant
- 2025 – Triller (con Pablo e Mr Lambo)

### Singoli
- 2019 – I Can Fly
- 2019 – Ty znaj (con Gor)
- 2019 – No Bro
- 2019 – Volna
- 2020 – Nalej
- 2020 – Gangster
- 2020 – London
- 2020 – Glass Cage
- 2020 – Listok
- 2020 – Mood
- 2020 – Only You (con Pablo e Alemond)
- 2021 – Put'
- 2021 – Mysly (con Neki)
- 2021 – Vorony
- 2021 – Ėskizy
- 2022 – Vera
- 2022 – Ty i ja
- 2022 – Faja (con Alemond e Neki)
- 2022 – Pro ljubov'
- 2022 – Narekaj (con Timmate e Pablo)
- 2022 – Gde že vy
- 2023 – Janvar' (con Ramil')
- 2023 – Poėt
- 2023 – Muzyka v noči
- 2023 – Diamond
- 2023 – Moja (con Neki e Alemond)
- 2024 – Pis'mo
- 2024 – Pul's (con Alemond e Ajni)
- 2024 – Mir na dvoich
- 2024 – Ballada (con Mot)
- 2024 – Poka vse spjat (con Gasso)
- 2024 – 6.3
- 2024 – Merin (con Pablo e Mr Lambo)
- 2024 – Bez pravil (con Ajni)
- 2024 – Pojmi (con Pablo e Mr Lambo)
- 2025 – Ujdu
- 2025 – Začarovannaja (con Ajni)
- 2025 – 24